# Windows Forms
Windows Forms (tudi EinForms) je knjižnica za izdelavo Grafičnih uporabnih vmesnikov (GUI), ki je del Microsoftovega .NET. Knjižnica omogoča izdelavo grafičnih uporabniških vmesnikov za osebne računalnike, prenosnike in tablične računalnike.
Microsoftova izvedba knjižnice je vezana na Windows API in je zato na voljo le na sistemih Windows. Projekt Mono vključuje implementacijo, ki je v celoti napisana v C# in je prenosljiva med različnimi platformami (npr. Linux, Windows, Max OS).